# Praina funebris
Praina funebris là một loài bướm đêm trong họ Noctuidae.